# Gineologia

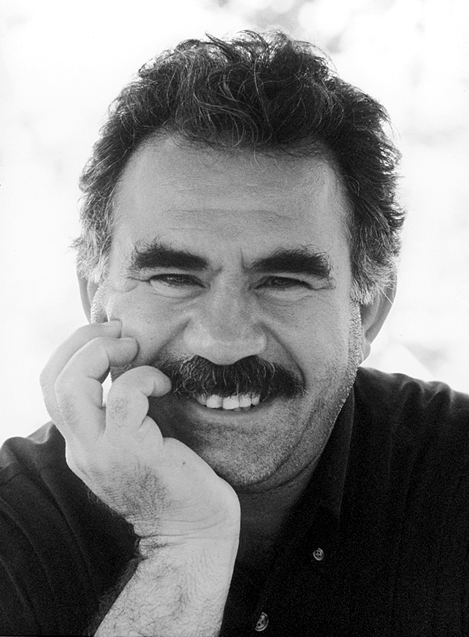
Abdullah Öcalan, fondatore dell'ideologia

Gineologia (in curdo jineolojî‎, "scienza delle donne", altrimenti definita femminismo curdo), è una forma di femminismo e uguaglianza di genere sostenuta da Abdullah Öcalan, leader del Partito dei Lavoratori del Kurdistan (PKK) e dell'Unione delle Comunità del Kurdistan (KCK).
Dal contesto delle regole religiose e tribali basate sull'onore che opprimono le donne nelle società regionali, Öcalan ha affermato che "un paese non può essere libero se le donne non sono libere" e che il livello di libertà delle donne determina il livello di libertà nella società in generale. La gineologia è una delle ideologie di governo del Rojava. 

## Etimologia e definizione
Nella lingua curda, la parola jin significa "donna" che a sua volta proviene dalla parola jiyan, che significa "vita".
 

In Liberare la vita-La Rivoluzione delle Donne (2013), Abdullah Öcalan scrive: 
(Abdullah Öcalan, Liberare la vita-La Rivoluzione delle Donne)
L'ideologia di liberazione femminile del PKK descrive la gineologia come "un termine scientifico fondamentale per colmare le lacune che le attuali scienze sociali sono incapaci di fare. La gineologia si basa sul principio che senza la libertà delle donne nella società e senza una reale coscienza che circonda le donne nessuna società può definirsi libera".
Öcalan ha affermato che "un paese non può essere libero se le donne non sono libere", che il livello di libertà delle donne determina il livello di libertà nella società in generale. Per contestualizzare l'ambiente da cui proviene, l'oppressione violenta delle donne è prevalente sia nella cultura tradizionale curda che nella regione in generale. Lo Stato Islamico dell'Iraq e del Levante (ISIL) è l'emanazione più estrema della sottomissione delle donne basata sul Namus. 
Su una scala più ampia, i fautori della gineologia considerano il capitalismo come anti-donna e quindi la gineologia intrinsecamente anticapitalista.

## Gineologia nella pratica

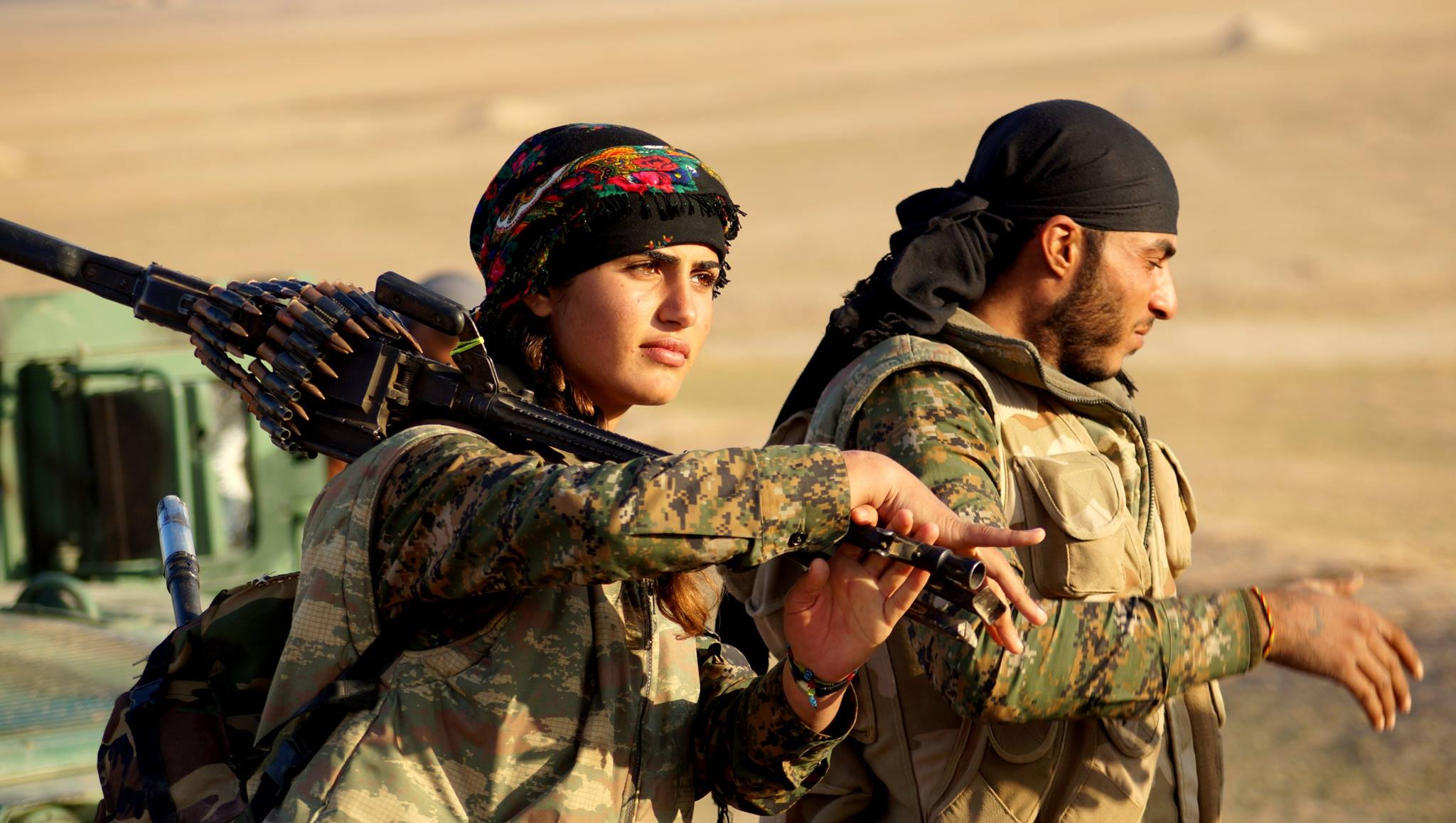
Asia Ramazan Antar, era una nota femminista curda e combattente dell'Unità di Protezione delle Donne (YPJ)

La gineologia è un principio fondamentale della varietà progressista di nazionalismo curdo propria del KCK ed è centrale per la rivoluzione sociale dei curdi in atto nel Rojava, la loro regione de facto autonoma situata nel nord della Siria, guidata dal Partito democratico dell'Unione (PYD), affiliato al KCK. Di conseguenza, le donne costituiscono il 40% della milizia curda che combatte nel conflitto del Rojava contro lo Stato islamico dell'Iraq e il Levante (ISIL), l'Esercito turco e l'Esercito libero siriano nella guerra civile siriana. Le donne combattono a fianco degli uomini nelle Unità di Protezione Popolare (YPG) e nell'Unità di Protezione delle Donne (YPJ). Nell'YPJ, le donne studiano le teorie politiche di Öcalan, la cui ideologia è alla base del gruppo. Esiste anche un'uguaglianza di genere politica, che in pratica significa che in Siria, nelle aree governate dal PYD, i consigli politici locali sono composti da almeno il 40% di ciascun sesso e negli uffici pubblici politici, universitari, di polizia o militari, sono copresieduti da un uomo e una donna. In Turchia anche i partiti politici HDP e BDP praticano l'uguaglianza politica di genere.
L'idea alla base della gineologia nel "cercare di infrangere le regole religiose e tribali basate sull'onore che limitano le donne" suscita controversie nei quartieri conservatori della società nel nord della Siria. Lo sviluppo della gineologia è uno dei cinque pilastri del movimento femminista curdo in Rojava attraverso l'organizzazione Kongreya Star, incentrato "sulla protezione reciproca, sulla resistenza all'ISIS e sulla costruzione di una comunità egualitaria nel mezzo di una zona di guerra". La gineologia è uno dei tanti corsi offerti presso l'accademia femminile della Kongreya Star. 
La gineologia viene insegnata nei centri della comunità curda in Turchia e Siria, dove le donne imparano a conoscere l'emancipazione e l'autodifesa in situazioni come i delitti d'onore, gli stupri o la violenza domestica e dove vengono aiutate le donne vittime di tali abusi. Nella società curda tradizionale, il ruolo della donna è quello di essere subordinata agli uomini. 
Il Comitato Curdo di Gineologia è un comitato delle e per le donne fondato dal PKK, impegnato nella costruzione di democrazia, socialismo, ecologia e femminismo.